# Franz Jacob Wigard
Franz Jacob Wigard (né le 31 mai 1807 à Mannheim et mort le 25 septembre 1885 à Dresde) est un médecin et homme politique libéral du royaume de Saxe. Il est un adepte du mouvement religieux libre et défend la sténographie. Avant et après la proclamation de l'Empire allemand (de), il est député du Reichstag.

## Biographie
De 1826 à 1832, Wigard étudie la théologie catholique, la philosophie, le droit et les études universitaires à l'Université Louis-et-Maximilien de Munich. En 1827, il devient membre du Corps Palatia München (de) Il suit ensuite une formation de sténographe auprès de Franz Xaver Gabelsberger (de) et entre dans la fonction publique bavaroise. En 1834, il devient sténographe au Parlement de Saxe et en 1847 également en Prusse. En 1834, il fonde l'Institut Saxon de Sténographie à Dresde et, en 1843, il est nommé professeur de sténographie. À partir de 1845, Wigard est l'un des principaux représentants du mouvement catholique allemand.
Il est député du pré-parlement et du 18 mai 1848 jusqu'à la fin du parlement croupion en juin 1849 député du Parlement de Francfort en tant que représentant de Dresde. Il y est chef du bureau du sténographe et de la commission du protocole. Il est membre du comité de rédaction de la constitution de Francfort. En raison de sa participation au Parlement croupion, il est accusé de trahison, mais plus tard acquitté.
En 1853, Wigard commence à étudier la médecine. À partir de 1856, il travaille comme médecin à Dresde. En 1858, il obtient son doctorat à l'Université d'Iéna.
En 1850 et 1869/70, Wigard est député du Parlement saxon (de). De 1867 à 1871, il est député en représentant le Parti progressiste allemand et la 5e circonscription du royaume de Saxe (de) dans le Reichstag de la confédération de l'Allemagne du Nord puis jusqu'en 1874 dans le Reichstag de l'Empire allemand.
En 1863, Wigard est l'un des membres fondateurs des pompiers de Dresde Turner, la première brigade de pompiers organisée dans la capitale de l'État saxon et donc le précurseur direct des pompiers de Dresde (de).

## Publications
- Die erste allgemeine Kirchenversammlung der deutsch-katholischen Kirche. Abgehalten zu Leipzig, Ostern 1845. Authentischer Bericht im Auftrag der Kirchenversammlung hrsg. von Robert Blum und Franz Wigard. Friese, Leipzig 1845
- Die drei ersten Erbauungsstunden der Deutsch-Katholiken zu Dresden. Hrsg. von Franz Wigard. Arnold in Commission, Dresden / Leipzig 1845
- Organisches Statut für deutsch-katholische Gemeinden. Entworfen und hg. von Franz Wigard. Arnold in Commission, Dresden / Leipzig 1845
- Die feierliche Einführung des Pfarrers Dr. Eduin Bauer (de) und der neu gewählten Ältesten in die deutsch-katholische Gemeinde zu Dresden am 31. August 1845. Nebst den an diesem Tage von Wigard und Dr. Bauer gehaltenen Reden. Klinkicht, Meißen 1846
- Die zweite allgemeine christkatholische Kirchenversammlung. abgehalten zu Berlin, Pfingsten 1847. Authentischer Bericht. Hrsg. von Robert Blum und Franz Wigard. Leipzig 1847 online
- Mein politisches Glaubensbekenntnis. Dresden 1848 Flugblatt
- als Hrsg.: Stenographischer Bericht über die Verhandlungen der deutschen constituirenden Nationalversammlung zu Frankfurt am Main. Joh. David Sauerländer, Frankfurt am Main 1848. (Digitalisat weiterer Bände im Münchener Digitalisierungszentrum).
- Protestation und Appelation gegen die Einleitung eines strafrechtlichen Verfahrens wegen Theilnahme an der deutschen Nationalversammlung in Stuttgart. Leipzig 1849
- Zweite und letzte Protestation und Appellation gegen Einleitung eines strafrechtlichen Verfahrens wegen Theilnahme an der deutschen Nationalversammlung zu Stuttgart: nebst Entscheidung des Königl. Sächs. Oberappellationsgerichts, die Einstellung der Untersuchung betreffend. Matthes, Leipzig 1850
- Lehrbuch der Redezeichenkunst (Stenographie). Moritz Katz, Dessau 1853 online

## Honneurs
À Dresde, une rue porte le nom de Franz Jacob Wigard. La Wigardstrasse s'étend de Carolaplatz (de) à Rosa-Luxemburg-Platz (de), en passant par la Chancellerie d'État, le ministère de l'Environnement et de l'Agriculture (de) et le ministère de l'Éducation (de).